# Frédéric Guirma
Frédéric Fernand Guirma, né le 27 avril 1931 et mort à Ouagadougou le 9 janvier 2024, est un diplomate, écrivain et homme politique burkinabé.

## Biographie

### Enfance et éducation
Frédéric Fernand Guirma est né le 27 avril 1931 à Ouagadougou. Il est historien de formation, enseignant et homme de lettres. Après le Burkina Faso, il poursuit ses études aux États-Unis où il obtient un Master of Arts  en histoire à Loyola University à Los Angeles.

### Carrière

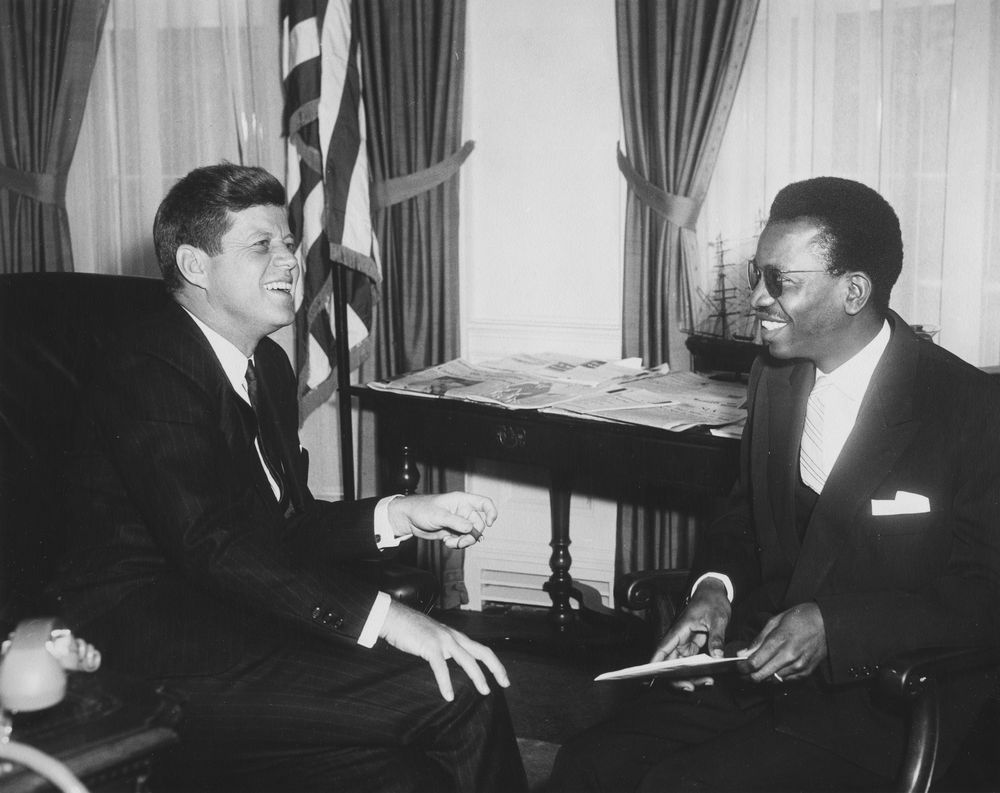
Guirma (à droite) rencontrant le président Kennedy en 1961.

En 1952, il est bibliothécaire à l’institut français d’Afrique noire (IFAN). 
En 1959, il devient président de la centrale syndicale CATC. De 1960 à 1963, il est le premier ambassadeur de la République de Haute-Volta aux États-Unis. Il est également représentant permanent auprès des Nations unies. Il est à la tête du parti politique conservateur Front de Refus ou RDA. Il a obtenu 5,87% des voix lors de l'élection  présidentielle de 1998 face à Blaise Compaoré qui obtient la majorité des voix(87,53%),,. En 2005 le diplomate revient à la charge en se présentant à nouveau à l'élection présidentielle, mais sa candidature sera rejetée  par la cour constitutionnelle pour non-respect des délais légaux. Après l'élection, il partira vivre en France.  
Il fut par ailleurs chroniqueur du premier quotidien burkinabè l'Observateur paalga. Il était surnommé "Excellence".

## Ouvrages
- Princesse de la pleine lune (folklore africain), 1969
- Contes de Mogho : Histoires africaines de Haute-Volta, 1971
- Comment perdre le pouvoir?: le cas de Maurice Yaméogo, 1991[12]

## Décès
Frédéric Guirma est mort  le 9 janvier 2024  à Ouagadougou à l’âge de 92 ans,.

## Vie privée
Il est le frère cadet de l'évêque émérite de Kaya, Constantin Guirma, décédé en 2010.